# 枝光八幡宮
枝光八幡宮（えだみつはちまんぐう）は、福岡県北九州市八幡東区にある神社である。旧社格は県社。

## 祭神
八幡神（神功皇后・応神天皇）・比売大神・須佐之男命・建御名方神を祀る。

## 歴史
建久年間に、筑前の宇都宮氏（麻生氏）の祖・宇都宮重業が、生国の下野宇都宮から氏神の八幡神を勧請し、居城である花尾城の鬼門にあたる宮田山に祀ったのに始まる。以来麻生荘の鎮守神として麻生氏より篤い崇敬を受けたが、麻生氏の衰亡とともに衰微した。慶長年間に入ると社領を没収される憂き目にあったが、寛永4年に現在の諏訪山の地に遷座しその祭祀を続けた。明治に至り村社に定められ、大正7年には諏訪山の地にあった諏訪神社を合祀。同15年には県社に列した。

## 『八幡』の由来
「枝光」の地名の由来は仲哀天皇が熊襲征伐の折、地元の豪族・熊鰐が真榊の枝に剣・玉・鏡の3種の宝物を下げて迎えたことから「枝三つ」＝「枝光」と称するようになったという。また明治22年に枝光村・尾倉村・大蔵村の3村が合併することになった際、3村の鎮守神がそれぞれ枝光八幡宮（枝光村）・豊山八幡神社（尾倉村）・乳山八幡神社（大蔵村）であったため、八幡村と名づけられた。後に八幡村は八幡町、八幡市、八幡区と変遷し、現在でも八幡東区としてその名前は残っている。